# Edmund Ho Hau-wah
Edmund Ho Hau-wah, 何厚鏵, Hé Hòuhuá (født 13. marts 1955 i Macao) er regeringsschef (Chefe Executivo) for den kinesiske administrative region Macao. Stillingen blev oprettet i forbindelse med at Macao blev tilbageført fra portugisisk styre til kinesisk i 1999.

## Links
- Biografi fra regeringens website Arkiveret 29. maj 2004 hos  Wayback Machine

1. ↑  Navnet er anført på engelsk og stammer fra Wikidata hvor navnet endnu ikke findes på dansk.